# لئونارد پیتر شولتز
لئونارد پیتر شولتز (انگلیسی: Leonard Peter Schultz؛ ۱۹۰۱ – ۱۹۸۶) یک دانشمند در زمینه آبزی‌شناسی اهل ایالات متحده آمریکا بود.

## زندگی‌نامه
شولتز در سال ۱۹۰۱ میلادی در آلبیون، میشیگان متولد شد. وی که مدرک کارشناسی خود را در رشته آبزی‌شناسی در سال ۱۹۲۴ میلادی دریافت کرد، در ۱۹۲۶ میلادی، مدرک کارشناسی را از دانشگاه میشیگان و سپس در سال ۱۹۳۲ میلادی از دانشگاه واشینگتن در مقطع کارشناسی ارشد فارغ‌التحصیل شد. سپس از سال ۱۹۲۸ تا ۱۹۳۶ میلادی در کالج شیلات دانشگاه واشینگتن به تدریس مشغول شد. در ادامه به عنوان دستیار در موزه ملی ایالات متحده منصوب شد. شولتز تا هنگام بازنشستگی در ۱۹۶۸ میلادی در مؤسسه اسمیتسونین مشغول به کار بود. او از جمله دانشمندانی است که جهت انجام وظیفه برای نیروی دریایی ایالات متحده، در عملیات تقاطع که در آتول بیکینی در سال ۱۹۴۶ میلادی انجام گرفت، به خدمت گرفته شد. همچنین گذشته از آزمایش بمب اتمی در جریان این عملیات، انواع گیاهان و جانوران در جزایر مارشال توسط او جمع‌آوری شد.
از ۱۹۵۸ میلادی تا ۱۹۶۷ میلادی، او زمان زیادی را صرف مطالعه حملات کوسه‌ها کرد. این بررسی بخشی از مطالعاتی بود که بودجه آن توسط نیروی دریایی ایالات متحده آمریکا، به منظور کاهش حوادث و حملات کوسه‌ها انجام شد.
شولتز در طول زندگی خود، مقالات و کتاب‌های بسیاری نوشت و آثار قابل توجهی از وی منتشر شده‌است. او به عنوان یک جانورشناسی بازنشسته در موزه اسمیتسونیان، تا زمان مرگش در ۱۹۸۶ میلادی مشغول به کار بود.